# Кверцетин
Кверцетин — флавоноїд рослинного походження, який чинить протинабрякову, спазмолітичну, антигістамінну, протизапальну дію; антиоксидант, діуретик. Входить до групи вітамін P. Майже не розчиняється у воді; розчин в етанолі є дуже гірким.
Має антиоксидантні властивості. Стверджується наявність у речовини радіопротективного і протипухлинного ефекту. Виробляються лікарські препарати з кверцетином у вигляді таблеток, капсул, водних розчинів.

## Хіміко-біологічна дія

### Хімічні властивості
Густина 1,799 г/см³. Розчинність в етанолі 0,345 г/100 мл. Розчинність у оцтовій кислоті 4,35 г/100 мл.
Може реагувати з хінолонами, але неясно, підсилює або послаблює це їхню дію.

### Біологічна активність
Інгібує ензими (ліпоксигеназу), протизапальні медіатори, викид гістаміну. З кверцетину можуть утворюватися інші флавоноїди.

## Застосування
Кверцетин входить до складу лікарських препаратів, які застосовуються в лікуванні бронхіальної астми, захворювань серцево-судинної системи, опіків, обморожень, запалень. Використовується і при лікуванні катаракти. Допомагає в лікуванні раку молочної залози, передміхурової залози, товстої кишки, легень, мозку, лімфосаркомі, лімфогранулематозу. Наявний у складі препаратів, які використовуються в профілактиці атеросклерозу і захворювань суглобів (артрозу, артриту).
Є в косметичних засобах, призначених сповільнювати старіння шкіри.[джерело?] Деякі БАДи містять кверцетин.

## Знаходження в природі
Міститься в рослинах (переважно червоного, багряного кольору): гречаній крупі, цибулі (особливо червоній; вміст вище в зовнішніх оболонках), яблуках, перці, часнику, золотому вусі, червоному винограді, чаї, цитрусових, темній вишні, брусниці, томатах, броколі, бадиллі, малині, чорниці, журавлині, аронії, горобині, обліписі, водяники, плодах опунції, деяких сортах меду (евкаліптовому, чайного дерева), горіхах, цвітній капусті, червоному вині, оливковій олії, жолудях.

## Побічний вплив
Побічним ефектом може бути головний біль. Дози більше 4 г (водорозчинного кверцетину (Корвітин)) в день можуть пошкодити нирки.
Не рекомендується вагітним, жінкам, котрі годують грудьми, людям із хворобами нирок.

## Дослідження дії препарату при деяких хворобах
Десятки досліджень на тваринах та in vitro припускають, що кверцетин сприяє апоптозу, стимулює аутофагію та індукує зупинку клітинного циклу на різних фазах ракових клітин. Ці дослідження також показують, що кверцетин може пригнічувати ангіогенез та метастазування пухлини, націлюючи, зокрема, механізм, які залежить від рецептора 2 судинного ендотеліального фактора росту, та інгібуючи процес переходу епітелію до мезенхіми. Клінічних випробувань, які стосуються цього питання, бракує. Було опубліковано кілька спостережних досліджень, які оцінюють зв'язок між споживанням флавоноїдів з раціоном та раком, багато з яких демонструють зворотний зв'язок. Найкращі докази, які стосуються споживання кверцетину, отримані в результаті зведеного в 2013 році аналізу когорт та досліджень. У ньому виявлено, що більш високе споживання кверцетину було пов'язано з на 20 % меншими шансами на рак, з ще більшим зниженням ризику для курців. Однак окремі дослідження, які стосуються різних форм раку, показали неоднозначні результати. Наприклад, повідомлено про зворотний зв'язок між споживанням кверцетину та раком підшлункової залози та раком шлунка, тоді як дослідження раку сечового міхура та ризику раку яєчників не змогли виявити такий зв'язок. Спостережні дослідження щодо впливу кверцетину на ризик раку легень були особливо суперечливими, окремі дослідження не показали жодної асоціації, тенденції до зворотної асоціації та зниження шансів на рак легень на 35 % при збільшенні споживання кверцетину.
Встановлено позитивні ефекти похідних кверцетину при лікуванні та профілактиці серцево-судинних захворювань, порушень функцій печінки, атеросклерозу, артеріальної гіпертензії, цукрового діабету, різних запальних процесів, катаракти та інших, які об'єднуються терміном «хвороби оксидативного стресу».
Лабораторне дослідження також показало, що доза кверцетину в 12,5-25 мг/кг збільшувала витривалість мишей через збільшення числа мітохондрій.

### Дослідження можливої противірусної активності
У дослідженнях in vitro кверцетин продемонстрував ефективність проти широкого спектра вірусів, зокрема щодо зворотної транскриптази вірусу імунодефіциту людини та інших ретровірусів, вірусу герпесу 1-го типу, вірусу поліомієліту I типу, вірусу парагрипу III типу, респіраторно-синцитіального вірусу, вірусу гепатиту С тощо.[джерело?] Так, результати експериментальних досліджень свідчать про активність кверцетину проти вірусу Зіка (Wong G. et al., 2017) та щодо ентеровірусу-71 (Yao C. et al., 2018).

### Застосування при коронавірусній хворобі 2019
Результати експериментальних досліджень також демонструють значний противірусний потенціал кверцетину проти SARS-CoV-2 (Khaerunnisa S. et al., 2020; Smith M., Smith J.C., 2020). Встановлено, що кверцетин інгібує трипсиноподібні серинові протеїнази в мікромолярних концентраціях шляхом зв'язування двома сусідніми фенольними гідроксильними групами з амінокислотними залишками каталітичного центру протеази, у тому числі, з каталітично важливим залишком глутамінової кислоти, що є характерною ознакою протеаз більшості вірусів. Входить до деяких протоколів лікування коронавірусної хвороби 2019, зокрема, до протоколу Східновірджинської медичної школи (EVSM), де він застосовується при лікуванні усіх клінічних форм хвороби.